# Сааданайо
Сааданайо (груз. საადანაიო) — село в Грузії.
За даними перепису населення 2014 року в селі проживає 14 осіб.